# 天草市立一町田小学校第一分校
天草市立一町田小学校第一分校（あまくさしりつ いっちょうだしょうがっこうだいいちぶんこう）は、熊本県天草市河浦町久留にあった天草市立一町田小学校の分校である。

## 沿革
- 1875年（明治8年） - 公立久留小学校創立
- 1920年（大正11年）11月29日 - 元久留小学校を一町田尋常高等小学校分教場とする
- 1928年（昭和3年）5月10日 - 一町田尋常高等小学校第一分教場と改称
- 1941年（昭和16年）4月1日 - 一町田国民学校第一分校と改称
- 1947年（昭和22年）4月11日 - 一町田村立一町田小学校第一分校と改称
- 1954年（昭和29年）11月1日 - 河浦町立一町田小学校第一分校と改称
- 2006年（平成18年） - 天草市立一町田小学校第一分校と改称
- 2012年（平成24年） - 天草市立一町田小学校、天草市立富津小学校と統合し天草市立河浦小学校となる

## 学校周辺
- 国道266号
- 一町田川